# Наурбиев, Руслан Хамидович
Руслан Хамидович Наурбиев (ингуш. Новрбенаькъан Хьамида Руслан; 1 июля 1955 года, Преображеновка, Пешковский район, Кустанайская область, Казахская ССР, СССР — 29 марта 2005 года) — советский и российский актёр, певец. Народный артист Республики Ингушетия (2001).

## Биография
Наурбиев Руслан родился 1 июля 1955 года в селе Преображеновка Пешковского района, Кустанайской области Казахской ССР в семье ингушских спецпереселенцев.
В 1978 году окончил Ленинградский государственный институт театра, музыки и кинематографии (класс Василия Меркурьева и Ирины Мейерхольд).
В 1980—1988 годах актёр Чечено-Ингушского государственного драматического театра имени Х. Нурадилова.
В 1994 году, после начала военных действий в Чеченской Республике, переехал в Москву, где руководил Ингушским культурным центром при Постоянном представительстве Республики Ингушетия и являлся артистом эстрады студии «Лоам».

## Признание и награды
- Лауреат премии Ленинского комсомола Чечено-Ингушской АССР (1984);
- Дипломант Всесоюзного фестиваля чеховской драматургии в Таганроге (1985);
- Кавалер ордена «Знак Почёта» (1986);
- Заслуженный артист Республики Ингушетия (1997);
- Народный артист Республики Ингушетия (2001).

## Фильмография
- 1984 — телохранитель в фильме «Приходи свободным» (киностудия имени Горького, режиссёр Ю. Мастюгин);
- 1991 — Аламбек в фильме «Людоед» (совместная работа Рижской киностудии и «Казахфильма», режиссёр Г. Земель);
- 1994 — генерал в фильме «Чёрный клоун» (киностудия «Мосфильм», режиссёр Б. Галкин);
- 1995 — Фархад в фильме «Мужской талисман» (киностудия «Мосфильм», режиссёры Б. Галкин, В. Максаков).
- 2000 — Чингисхан в фильме «Марш Турецкого» (режиссёр М. Туманишвили);
- 2001 — Марат в фильме «Ахиллесова пята» (режиссёр И. Талпа);
- 2002 — Вахид в фильме «Дом дураков» (режиссёр Андрей Михалков-Кончаловский);
- 2002 — в фильме «Кодекс чести» (режиссёр Георгий Николаенко);
- 2002 — Отар в фильме «За кулисами» (режиссёр И. Талпа);
- 2002 — в фильме «Мужская работа 2» (режиссёр Тигран Кеосаян);
- 2003 — Тагиров в фильме «Оперативный псевдоним» (режиссёр И. Талпа);
- 2003 — в фильме «Стилет» (режиссёр В. Досталь);
- 2004 — Абдула в фильме «Сармат» (режиссёр И. Талпа);
- 2004 — Аслан в фильме «Личный номер» (режиссёр Евгений Лаврентьев);
- 2004 — в фильме «Время жестоких» (режиссёр Всеволод Плоткин);
- 2004 — в сериале «Карусель» (режиссёр М. Швейцер);
- 2005 — в фильме «Черная богиня» (режиссёр Леонид Белозорович);
- 2007 — в фильме «Джоконда на асфальте» (режиссёр В. Наумов).

## Музыка
Совместно с Ибрагимом Бековым, Тимуром Дзейтовым и Тамарой Яндиевой, создал в 1993 году в Москве ингушскую музыкальную группу «ЛОАМ» (инг. «гора»).
Студийная группа «ЛОАМ» пользовалась большой популярностью как в Ингушетии так и за её пределами.